# Unsound
Unsound Festival – festiwal muzyczny odbywający się w Krakowie, który prezentuje różnorodne formy muzyki elektronicznej i eksperymentalnej, m.in. techno, drone, ambient, minimalizm oraz powiązane sztuki wizualne. Poza Polską, wydarzenia Unsound odbywały się m.in. w Nowym Jorku, Londynie, Adelajdzie, Toronto, Mińsku, Tbilisi, Pradze i Bratysławie. Festiwal jest prowadzony przez non-profitową Fundację Tone Muzyka i Nowe Formy Sztuki.
Pierwszy festiwal Unsound odbył się w 2003 roku w Krakowie jako undergroundowe wydarzenie skierowane głównie do lokalnej publiczności, z koncertami w miejskich piwnicznych barach. Na przestrzeni kilku lat Unsound znacznie się rozwinął. Obecnie odbywa się corocznie w październiku, trwa około tygodnia i jest określany jako jedno z najważniejszych tego typu wydarzeń w Europie, przyciągając do Krakowa liczną, międzynarodową widownię.

## Historia
W 2010 roku festiwal rozwinął swój program i tożsamość wizualną wokół tematu Horror, przyjemność strachu i niepokoju, który eksplorował historię i wyłaniający się trend ciemności w muzyce. Horror był kontynuowany w 2011 roku z tematem Future Shock, inspirowanym książką autorstwa futurologa Alvina Tofflera z 1970 roku. Kolejne tematy obejmowały The End (2012), Interference (2013), The Dream (2014), Surprise (2015), Dislocation (2016), Flower Power (2017), Presence (2018), Solidarity (2019), Intermission (2020), Bubbles (2021), DADA (2023) i Noise (2024). 
W ramach różnych edycji w Krakowie na Unsound wystąpili m.in. Jerzy Mazzoll, John Tilbury (2015), Mats Gustafsson, Wacław Zimpel (2017), Paul Bowles (2016), Tim Hecker, Alva Noto, Terry Riley (2018), Matmos, Sunn O))), The Necks, Zamilska (2019), Bartosz Zaskórski, Chris Watson, Hildur Guðnadóttir, Jana Shostak, SOPHIE, Nicolas Jaar, Uwe Schmidt (2020), Jacek Sienkiewicz, Kali Malone (2022), Autechre, Mica Levi, Piernikowski, Teoniki Rożynek (2023), Izabela Dłużyk, Laurel Halo (2024).

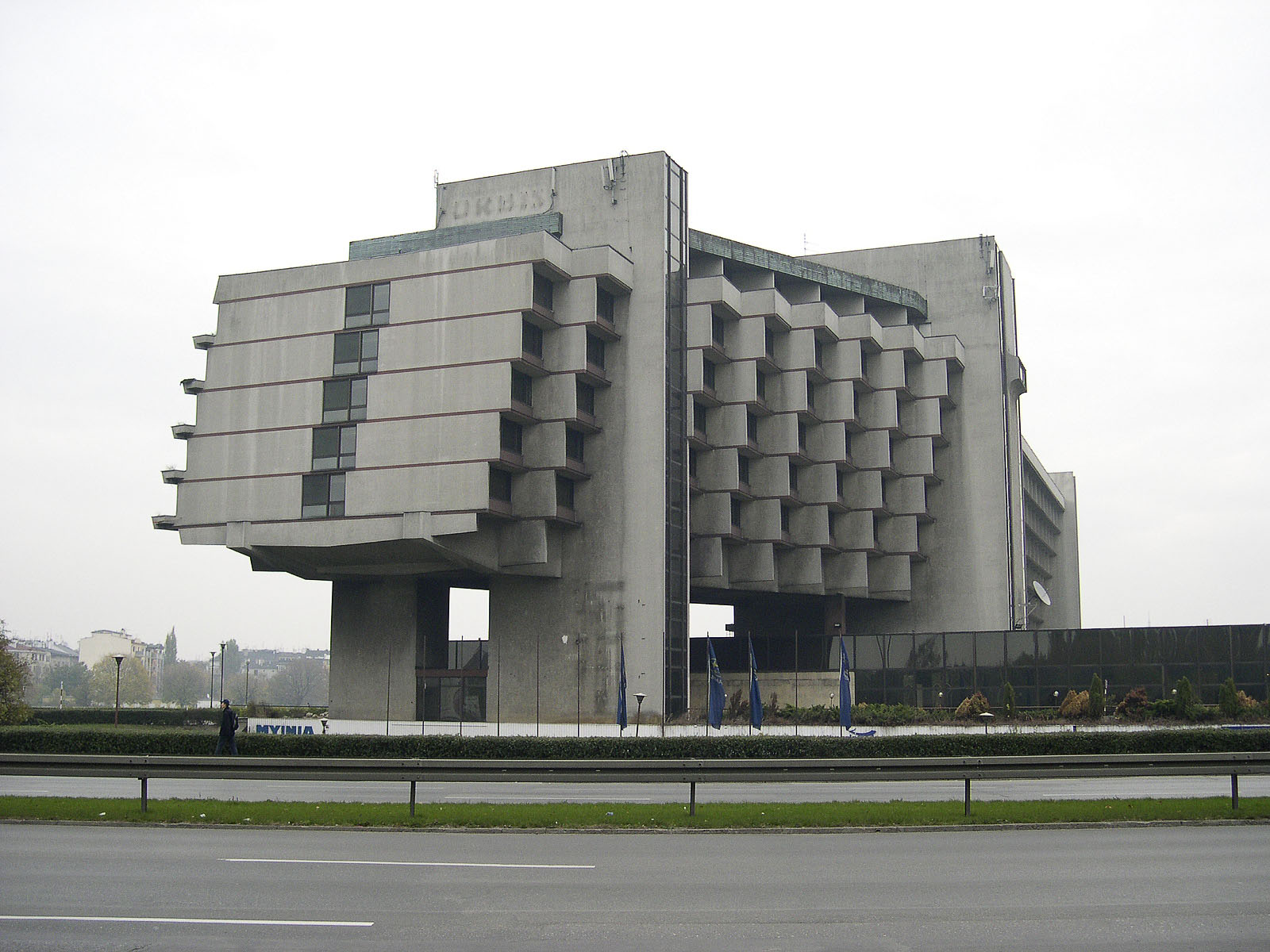
Jedną z głównych przestrzeni Unsound był krakowski Hotel Forum

Unsound pracował również nad projektami w innych krajach. W lutym 2010 roku wraz z lokalnymi partnerami z Nowego Jorku, takimi jak seria Wordless Music, Bunker i Electronic Music Foundation, Unsound współtworzył dziesięciodniowe wydarzenie satelitarne z udziałem muzyki, filmu, warsztatów i dyskusji panelowych. Unsound wyprodukował w sumie kilka nowojorskich wydań, cztery wydarzenia w Adelajdzie w ramach Adelaide Arts Festival, oraz imprezy w Londynie we współpracy m.in. z The Barbican i British Film Institute. Unsound był obecny również w regionie Europy Wschodniej, szczególnie w Mińsku, tworząc mini-festiwale z lokalnymi partnerami.
Unsound znany jest z otwierania przestrzeni architektonicznych, dostosowując je do wydarzeń muzycznych. W Krakowie do niedawna obejmowało to między innymi Hotel Forum, budynek hotelowy wybudowany w latach 1978–1989 w stylu socmodernistycznym, który przez dekadę pozostawał pusty aż do 2012 roku, kiedy po raz pierwszy stał się jedną z lokalizacji Unsound. Od tego czasu Forum zaczęło zyskiwać status ważnego centrum kulturalnego w mieście. W Toronto w czerwcu 2015 roku Unsound zaadaptował opuszczoną elektrownię Hearn, aby zorganizować pierwsze publiczne wydarzenie w tej przestrzeni we współpracy z Luminato Festival.
Program festiwalu jest w znacznej części niejawny aż do chwili rozpoczęcia poszczególnych wydarzeń. Organizatorzy celowo udzielają niepełnej informacji dla zwiększenia napięcia i zainteresowania. Współzałożycielem i dyrektorem artystycznym Unsound jest Mat Schulz. Dyrektorem wykonawczym jest Małgorzata Płysa. Unsound jest założycielem i aktywnym członkiem ICAS (International Cities of Advanced Sound).

## Projekty
Unsound wyprodukował wiele projektów, zarówno jako współprace jak i zlecenia od zewnętrznych podmiotów. W 2008 roku z udziałem Unsound powstała Warhol Series, w której muzyka elektroniczna i eksperymentalna na żywo jest odtwarzana jako ścieżka dźwiękowa do klasycznych filmów niemych Andy’ego Warhola. Artyści zaangażowani w ten projekt to: Carl Craig, nsi., Groupshow, Stefan Németh i artysta wideo Lillevan. Według strony internetowej Unsound, „seria odnosi się do szerokiego wykorzystania przez Warhola wcześniejszego materiału do stworzenia czegoś nowego, jak również do multimedialnego wydarzenia The Exploding Plastic Inevitable z lat 60., w którym filmy Warhola zostały użyte jako ruchome tapety rzutowane na ścianę i muzyków z The Velvet Underground”.
Kolejnym kluczowym zleceniem było Solaris autorstwa Bena Frosta i Daniela Bjarnassona we współpracy z krakowską Sinfoniettą Cracovią. Towarzyszyły mu wizualizacje Briana Eno i Nicka Robertsona. Premiera tego utworu miała miejsce na Unsound Kraków w 2010 roku. Kompozycję wykonano również na Unsound Festival New York 2011 w Alice Tully Hall w Lincoln Center. W 2014 roku Unsound nawiązał współpracę z Adelaide Festival, aby ożywić Double Vision, stworzoną przez Atom ™ i Robin Fox. Podobnie jak Solaris, projekt ten ruszył w trasę koncertową po całym świecie.
Oprócz zlecania prac, Unsound stał się także platformą dla artystów do premierowego wykonywania nowych utworów lub spektakli – na przykład laserowej i dźwiękowej pracy Roberta Henke Lumiere, która została uruchomiona w Krakowie w 2013 roku.

### Ephemera
W 2014 roku Unsound uruchomił projekt Ephemera, łączący dźwięk i zapach. Według strony internetowej Ephemera „prezentuje kompozycje zapachowe oparte na rezonansach muzycznych i pogłosach”. Szefem projektu jest berliński Geza Schoen.
W pierwszej fazie projektu trzech muzyków – Ben Frost, Tim Hecker i Steve Goodman (aka Kode9) – stworzyło surowy materiał dźwiękowy, który Schoen następnie zinterpretował, tworząc trzy różne zapachy: Noise, Drone i Bass. Te zapachy i dźwięki zostały następnie wykorzystane w środowisku instalacyjnym, które miało swoją premierę na Unsound Festival w Nowym Jorku i zyskało szerokie zainteresowanie mediów. Instalacja została następnie uruchomiona w Muzeum Narodowym w Krakowie, Tromsø Kunstforening w Norwegii i Malmö Inter-Arts Center.
W październiku 2014 Zapachy Ephemera zostały wydane jako perfumy z muzyką dostępną jako utwory do pobrania i otrzymały pozytywne recenzje od niszowych recenzentów perfum i krytyków muzycznych.
Po raz pierwszy Ephemera przyjął formę koncertu na żywo na Unsound Toronto 19 czerwca 2015 roku z udziałem muzyki Tima Heckera, komponentu zapachowego Geza Schoena i projektu oświetlenia Marcela Webera. Krytyczne przyjęcie tej pracy było bardzo pozytywne, a kanadyjski portal muzyczny Exclaim! napisał: „Ephemera jest naprawdę, jednoznacznie oryginalna – zmysłowa wydajność na zupełnie nowym poziomie”.